# آدمکشان میدسامر
آدمکشان میدسامر (انگلیسی: Midsomer Murders) یک سریال تلویزیونی کارآگاهی در سبک درام می‌باشد. این سریال بریتانیایی، با نام کاراگاه بارنابی نیز شناخته می‌شود.